# Операција Челик ’93
Операција Челик ’93 је била српска контраофанзива Српске Војске Крајине против Хрватске војске на Равне Котаре, која је изведена од 27. јануара до закључно 22. марта 1993. године. Контраофанзива је изведена као одговор на хрватску агресију и окупацију подручја Српске Крајине од Масленичког моста, дуж јужне обале Новиградског мора до самог мјеста Новиград. Такође су окупирана бројна села: Кашић, Смоковић, Ислам Латински, Ислам Грчки те аеродром Земуник. Ова мјеста су била претежно српска, стога су и доживјела огромна разарања. У контраофанзиви Српска војска Крајине је зауставила офанзиву ХВ, одбацивши их неколико километара уназад, враћајући Шкабрњу, Пркос, превој Мали Алан и још неке околне тачке.

## Позадина
Након успостављања прекида ватре 2. јануара 1993. између влада Републике Хрватске и Републике Српске Крајине, хрватске снаге су током двадесет дана предузимале само симболичне војне операције уперене против српског живља у Републици Српској Крајини, а међу њима нарочито се истакла она у Масленици до које је дошло 22. јануара 1993. И тако је, у настојању да стекну контролу над мостом и околином у поменутом крају, хрватска војска прекршила УНПРОФОР-ову демаркациону линију и започела офанзиву 22. јануара око 6 часова. Напад је отпочео у задарском залеђу из неколико праваца али је одмах било јасно да је главни правац напада ка Масленици. Помоћни правци напада били су на Велебиту у правцу Грачаца са вероватним циљем пресецања комуникације Обровац – Грачац и из Сиња са вероватним циљем ослобађања бране и хидроелектране Перућа са околином. Првог дана операције напад је изгледао добро планиран и организован јер је у односу на српску страну постигнуто одређено изненађење. Наредних дана међутим, све до завршетка операције, ХВ је деловала прилично стихијски и неорганизовано. У селу Жегар код Обровца Главни штаб Српске војске Крајине је имао своје истурено командно место у ком се налазио генерал Миле Новаковић, који није имао одрешене руке у командовању и коме је неко постављао ограничења у одлучивању. Четвртог дана напада ХВ, српске јединице су се налазиле у повољном тактичком положају у односу на хрватске јединице и било је могуће задати им одлучујући контраудар али то није учињено из непознатих разлога. Напад Републике Хрватске на јужне делове Републике Српске Крајине се десио у току реализације „Венсовог плана“. Према „Венсовом плану“ Република Српска Крајина је стављена под заштиту мировних снага УН-а, односно Унпрофора, а ово је била трећа по реду агресија Републике Хрватске на заштићено подручје УН-а. Током напада, хрватске снаге су заузеле део Равних котара, аеродром Земуник, брану и хидроелектрану Перућа, неколико врхова на планини Велебит и објекте на локацијама Тулове Греде и Велика Бобија, као и Новиград.
Српске снаге су одбачене у задарском залеђу. Савет безбедности УН је донело Резолуцију 802. Достигнуту линију у нападу Хрватска војска није напустила ни након критике међународне заједнице. Акција Масленица је сматрана у почетку промашеном војном операцијом али је и таква донела успех Хрватској а РСК још један пораз и несигурност.
У хрватском нападу на подручје Равних котара су највише страдала насеља Смоковић, Ислам Грчки и Кашић, која су спаљена, а након њих и мешовита насеља Мурвица, Црно, Земуник Горњи, Пољица и Ислам Латински, која су делимично спаљена. Овај напад су планирали и извели Јанко Бобетко, Анте Готовина, Анте Росо, Мирко Норац и Младен Маркач, а одобрење је дао Фрањо Туђман. Многи од хрватских команданата су тада или убрзо потом унапређени у чинове генерала. Један од учесника ових догађаја је био и косовски Албанац Агим Чеку, који је у хрватској војсци био начелник артиљерије сектора „Велебит“.
Интензивне борбене активности за Равне Котаре потрајале су до краја марта 1993, а слабијег интензитета и до краја те године.

## Контраофанзива
Циљ је био прије свега зауставити даљи продор хрватских снага и враћање изгубљених територија. Нажалост због слабе координације снага већи дио изгубљене територије није враћен. У акцији су учестовале многе јединице 7. Сјеверно-далматинског корпуса СВК (92. Бенковачка мтбр као носиоц корпуса) елитне јединице Вукови са Вучијака, Книнџе, интервентни батаљони са Баније и Кордуна те добар дио добровољаца (Арканови тигрови, Шешељевци...). Фронт се протезао од Новиграда до села Суховаре и Горњег Земуника, дужине око 20 км. Хрватска војска је покушала да се пробије и заузме Земуник Горњи, Земуник Доњи, Смиљчиће и Придрагу, али их је СВК у томе спријечила. У одбрани границе СВК су велику помоћ пружили припадници гарде Жељка Ражнатовића Аркана и припадници ВРС у којој су предњачили борци јединице Вукови са Вучјака и њихов командант Вељко Миланковић који је приликом дејства хрватске артиљерије тешко рањен. Губитком Масленичког моста и аеродрома Земуник, крајишки Срби су остали са јако мало простора за политичке маневре. Упркос томе, влада Републике Српске Крајине, односно Книн је био спреман на преговоре са Загребом у циљу да „скроз нормализује српско-хрватске односе“.
У контраофанзиви српски борци су успјели зауставити даље напредовање хрватских снага цијелом дужином новог фронта од 20 км, те на цијелој линији одбацити непријатеља у дубину од 3 до 5 км, чиме је ХВ умјесто даљег продора натјерана на одбрану. Борбе су у овој акцији биле веома жестоке за обе стране. Хрватска војска је заустављена пред селом Придрага чиме је сачувано Каринско море, непријатељ је враћен назад у Новиград али сам Новиград није враћен. Паљув је остао у хрватским рукама док је Смиљчић село одољело офанзиви. Вукови са Вучијака покренули су напад 1. фебруара у 7:30 часова у јутро на село Кашић, са циљем да ослободе то село и њену цркву. Српска војска је опколила то село, у процесу је убијено 17 хрватских војника, а осталих стотона је побегло ка Исламу Грчком,  српска војска имала је само 1 погинулог и пар рањених. Сутрадан Вукови добијају наредбу да напусте село Кашић са циљем да их замјене јединице СВК, доку су се размјењивали положаје, ХВ је поново видила прилику да нападне село и у тој прилици су га је поново вратила под своју контролу. СВК и Вукови са Вучијака су поново покренули напад на село Кашић 4. фебруара, али добијају тешки артиљериски удар од стране ХВ, том приликом је био и рањен Вељко Миланковић, он је подлегао повредама 14. фебруара 1993. у Београду. У битци за Кашић погинуло је 36 припадника ХВ, 18 припадника СВК и Вукова са Вучијака, а Кашић је остао под ХВ контролом.
На линији контакта одбрањени су Биљане Доње те Горњи Земуник, село Суховаре је заузето, долина а и само брдо Мали Алан је враћено у српске руке. Након жестоких борби између ХОС и Книнџи, насеља Шкабрња и Пркос враћени су у српске руке 22. марта. ХВ је у бици за Шкабрњу имао 12 погинулих. Док су у селу Наранџић хрватске снаге имале десетак погинулих и два заробљена тенка Т-55А.